# Piangevole
Piangevole is een Italiaanse muziekterm met betrekking tot de voordrachtswijze waarmee een stuk of passage uitgevoerd dient te worden. Men kan de term vertalen als klagend. Dit betekent dus dat, als deze aanwijzing wordt gegeven, men een weemoedig tot klagelijk karakter tot uitdrukking moet laten komen, in tegenstelling tot een zakelijke of statische voordracht. In principe heeft de aanwijzing als voordrachtsaanwijzing geen invloed op het te spelen tempo of dynamiek, maar subtiele wijzigingen hierin kunnen voorkomen bij de uitvoer van de aanwijzing. Het komt tevens vaak voor dat aparte aanwijzingen gegeven worden voor tempo en dynamiek.